# Comté de Yalobusha
Le comté de Yalobusha est situé dans l’État du Mississippi, aux États-Unis. Il comptait 13 051 habitants en 2000. Les sièges sont Water Valley et Coffeeville.

## Histoire
En 1860, la population du comté s'élevait à 16 952 personnes. Water Valley était devenue une communauté florissante avec deux hôtels et plusieurs églises. La première église de Water Valley était l'église presbytérienne, construite en 1843. Deux ans plus tard, la première église méthodiste fut organisée, suivie en 1860 par la première église baptiste de Water Valley.
Avec l'achèvement du chemin de fer de La Nouvelle-Orléans à la rivière Ohio, Water Valley était une communauté ferroviaire importante sur la voie ferrée du Mississippi Central au début de la guerre de Sécession.
En 1862, lors de la tentative terrestre du général Ulysses S. Grant de capturer Vicksburg, les nordistes ont capturé Water Valley, mais ont été défaits par les confédérés au nord de Coffeeville, et Grant a été contraint de se retirer. Les hommes de Grant ont brûlé la plus grande partie de la ville pendant leur retraite.